# PZL.37 Łoś
Il PZL.37 Łoś (Alce in polacco) era un bombardiere medio bimotore ad ala medio-bassa prodotto dall'azienda polacca Państwowe Zakłady Lotnicze (PZL) negli anni trenta.
Progettato adottando tecnologiche avanzate, era nelle intenzioni dell'azienda destinato principalmente ad essere venduto sul mercato internazionale ma gli sviluppi internazionali ne determinarono un altro destino. Venne infatti impiegato principalmente dalle Siły Powietrzne, l'aeronautica militare polacca, nella difesa durante la campagna di Polonia del 1939 con la quale iniziò la seconda guerra mondiale.

## Storia
Alla fine degli anni venti, il Dipartimento dell'Aeronautica polacco espresse l'esigenza di adeguare la propria flotta, allora costituita dai Fokker F VIIB/3m, con dei velivoli che rispondessero alle nuove teorie espresse dall'italiano Giulio Douhet sul dominio da parte dell'arma aerea e del quale era estimatore l'allora generale Ludomił Rayski. Per cercare di sopperire alla richiesta lo staff di progettisti diretti da Jerzy Dąbrowski aveva già presentato il PZL.3, uno sviluppo del precedente WZ-IX Pteranodon adattato alle nuove esigenze, ma la PLZ fu costretta ad abbandonare il progetto per i costi eccessivi non sostenibili per le difficoltà finanziarie in cui versava in quel periodo.

### Sviluppo
Le esigenze del governo polacco si fecero più pressanti ed il Dipartimento dell'Aeronautica emise una specifica che prevedeva la fornitura di un velivolo in grado di superare i 360 km/h (superiore a quella in grado di raggiungere dai contemporanei caccia PZL P.7), di raggiungere un'autonomia massima di circa 3 000 km (con un piccolo carico di bombe) ed essere in grado di trasportare un carico massimo di 2 500 kg di bombe
La PLZ propose il PZL.30 Żubr, variante di un aereo da trasporto civile, che, dopo non aver ricavato alcun contratto, venne convertita ad uso militare. In seguito il progetto venne ceduto alla Lubelska Wytwórnia Samolotów (LWS) che ne curò lo sviluppo e che lo commercializzò come LWS-6 Żubr.
Lo staff di Dąbrowski sfruttò l'esperienza accumulata con il PZL.3 concentrandosi su un nuovo modello PZL.37, introducendo alcune migliorie tecniche all'avanguardia che ne faranno uno dei velivoli più interessanti del periodo antecedente allo scoppio della seconda guerra mondiale. Il progetto di massima, che prevedeva la costruzione interamente in acciaio inox, venne presentata nel dicembre 1934, riscuotendo un buon interesse. Nel successivo mese di aprile venne approvata dal Dipartimento che emise inizialmente l'ordine per la costruzione del prototipo e, nella seconda metà dell'anno, un successivo ordine per la fornitura di 10 esemplari di serie da realizzare presso lo stabilimento PZL WP-1 situato sull'aeroporto di Varsavia-Okęcie.
Il prototipo PZL.37/I, dotato di un unico stabilizzatore verticale, fu il primo ad essere portato in volo il 13 dicembre 1936, seguito dal secondo, il PZL.37/II, che era dotato di impennaggio a doppia deriva e che incorporava alcuni aggiornamenti. Quest'ultimo fu poi quello accettato ed avviato alla produzione in serie.
I primi 10 esemplari di serie vennero prodotti nel 1938, nella variante PZL.37A dotata di un singolo stabilizzatore verticale. Il successivo lotto di 19 aerei, designati PZL.37A bis, vennero realizzati in configurazione a doppia deriva. Erano tutti equipaggiati con una coppia di radiali Bristol Pegasus XII B prodotti in Polonia su licenza.
La principale versione di produzione, la PZL.37B (o Łoś II), venne realizzata con la definitiva coda a due derive ed equipaggiata con i nuovi e più potenti Pegasus XX. La produzione dei PZL.37B destinati all'aeronautica militare polacca venne avviata nell'autunno 1938. Durante l'iniziale periodo di servizio operativo vennero persi in incidenti 2 prototipi e 6 esemplari di serie causati da problemi tecnici, occorsi soprattutto ai timoni, che suggerirono l'introduzione di alcuni cambiamenti strutturali e che resero il PZL.37B un aereo completamente affidabile.

### Impiego operativo

#### Polonia
I PLZ.37 vennero assegnati dall'estate 1939 alla Brygada Bombowa (brigata bombardieri), più precisamente alle 211. Eskadra Bombowa e 212. Eskadra Bombowa della X Dywizjon Bombowy e 216. Eskadra Bombowa e 217. Eskadra Bombowa della XV Dywizjon Bombowy.
Durante l'invasione della Polonia, dal 4 settembre 1939 in poi, i PLZ.37 furono impiegati contro le colonne corazzate tedesche in attacchi diurni, costretti dalla situazione disperata ad un ruolo per il quale non erano stati progettati. Più in particolare, riuscirono a ostacolare l'avanzata del 16º corpo corazzato vicino Częstochowa e Radomsko subendo però pesanti perdite a causa della mancanza di protezione dai caccia e soprattutto perché di solito utilizzati in unità di non più di tre aerei alla volta. L'ultimo impiego bellico ha avuto luogo il 16 settembre e fino a quella data furono impiegati in combattimento circa 46 di questi velivoli. Dieci furono abbattuti dai caccia, cinque dall'artiglieria antiaerea e altri furono persi in altri modi o colpiti a terra.

#### Romania
Alcuni esemplari condotti da piloti fuggiti dalla Polonia atterrarono in Romania. Gli esemplari vennero requisiti ed assegnati al Grupul 4 Bombardament che li impiegò nella Escadrila 76 ed Escadrila 77. Gli esemplari rimasero in servizio operativo fino al 1944 venendo utilizzati sul fronte orientale contro obbiettivi sovietici.

#### Altri
Durante l'occupazione polacca sia i tedeschi che i sovietici requisirono 2 esemplari ciascuno che impiegarono nelle rispettive aeronautiche per valutazioni comparative con i propri velivoli in dotazione.

## Descrizione tecnica
Il 37 Łoś era un velivolo di impostazione moderna, per l'epoca, di costruzione interamente metallica e che introduceva una serie di innovazioni tecnologiche tra cui l'ala a flusso laminare e il carrello retrattile, primo modello di produzione polacca ad adottarlo. Di dimensioni inferiori rispetto a quella media dei bombardieri leggeri suoi contemporanei, era dotato di una maggiore velocità e manovrabilità generale.
La fusoliera, a sezione fortemente ellittica, era caratterizzata dalla presenza di un grande naso vetrato, dalla cabina di pilotaggio in posizione rialzata ed a scalino e, posteriormente, da un impennaggio bideriva adottato nelle versioni principali.
L'ala, collocata in posizione medio-bassa, ricorreva alla tecnologia basata sugli studi del regime laminare, che rendeva il P.37 uno dei più moderni bombardieri della sua epoca. Le due semiali incorporavano le gondole che contenevano i due motori e, durante il volo, i due elementi anteriori del carrello d'atterraggio. Questo, caratterizzato dal classico schema biciclo anteriore, era dotato di due ruote binate a bassa pressione, soluzione che gli permetteva di operare da piste non preparate, ed integrato posteriormente da un semplice pattino d'appoggio.
La propulsione era affidata a una coppia di motori radiali raffreddati ad aria ed abbinati ed eliche tripala. I primi 10 esemplari vennero equipaggiati con i Bristol Pegasus XIIB, dei 9 cilindri posti su una singola stella capaci di erogare una potenza pari a 873 CV, 642 kW) assemblati in Polonia.
In seguito vennero riequipaggiati con i più potenti PZL Pegaz XX, i Pegasus XX prodotti su licenza, capaci di 918 CV (675 kW) ciascuno.
L'equipaggio era composto di quattro membri: pilota, comandante-osservatore, puntatore-operatore radio e mitragliere posteriore. La posizione dell'osservatore era collocata nel naso vetrato dei velivoli equipaggiati con fotomitragliatrice rivolta in avanti. Il puntatore era seduto all'interno dello scafo, nel vano bombe, ed era incaricato, oltre che di effettuare il puntamento e sganciare il carico di bombe, anche di ricoprire il ruolo di operatore radio e di mitragliere ventrale.
L'armamento difensivo era costituito da tre mitragliatrici Karabin maszynowy obserwatora wz. 37 calibro 7,92 × 57 mm Mauser, posizionate anteriormente, al centro del naso vetrato, in una posizione aperta dorsale, rivolta verso la parte posteriore, e l'ultima in una posizione ventrale azionabile da una posizione sdraiata. L'equipaggiamento si rivelò spesso incapace di fronteggiare adeguatamente gli attacchi da parte della caccia nemica.
Era in grado di trasportare un carico di bombe superiore a quello degli aeromobili analoghi, quali ad esempio il Vickers Wellington, anche se le dimensioni delle bombe erano limitate.

## Versioni

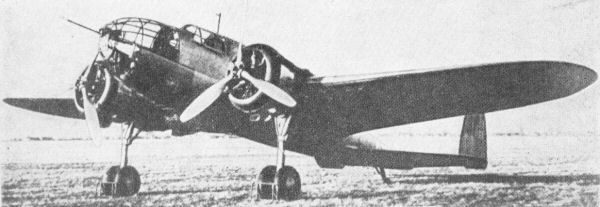
Il prototipo P.37/II.

PZL.37
primo prototipo utilizzato per prove statiche.
PZL.37/I
secondo prototipo.
PZL.37/II
terzo prototipo.
PZL.37A
versione dotata di impennaggio monoderiva.
PZL.37A bis
versione definitiva dotata di impennaggio a doppia deriva ed equipaggiata con una coppia di Bristol Pegasus XIIB a 9 cilindri da 873 CV (642 kW).
PZL.37B
versione equipaggiata con una coppia di motori PZL Pegaz XX, i Pegasus XX prodotti su licenza.
PZL.37C
versione per l'esportazione equipaggiata con una coppia di radiali Gnome-Rhône 14N-0/1 a 14 cilindri doppia stella da 985 CV (724 kW), che consentivano di raggiungere la velocità massima di 445 km/h.
PZL.37D
versione per l'esportazione equipaggiata con una coppia di radiali Gnome-Rhône 14N-20/21 da 1 065 CV (783 kW)

## Utilizzatori
Germania
- Luftwaffe

operò con due o tre esemplari catturati per prove comparative.
 Polonia
- Siły Powietrzne

 Romania
- Forțele Aeriene Regale ale României

 Unione Sovietica
- Sovetskie Voenno-vozdušnye sily

operò con due o tre esemplari catturati per prove comparative.

## Esemplari attualmente esistenti
Il 29 settembre 2012 è stata presentata al pubblico una replica a grandezza naturale del PZL.37 Łoś costruita negli stessi stabilimenti da cui uscivano i bombardieri prima della seconda guerra mondiale. L'esemplare è stato realizzato in due anni di lavoro dalla PZL-Mielec, sotto la direzione degli ingegneri Kasimierz Nowakowski e Jacub Skrzypek, utilizzando i pochi frammenti di aereo recuperati nel corso degli anni